# Humphrey Specote

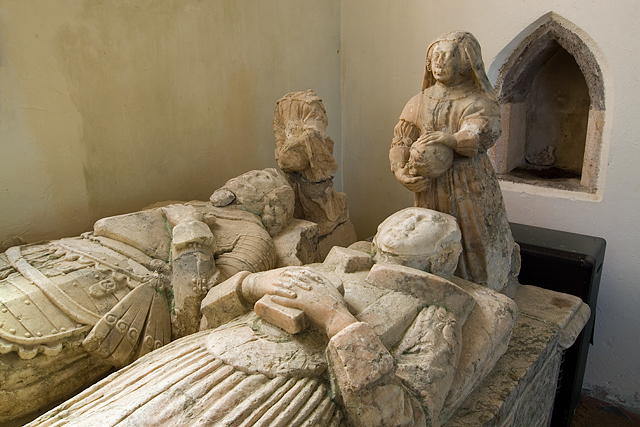
Das mutmaßliche Grabdenkmal für Humphrey Specote und seine Frau Elizabeth in der Kirche von Thornbury

Humphrey Specote (auch Speccot) (* vor 1532; † zwischen 1589 und 1604) war ein englischer Politiker, der einmal als Abgeordneter für das House of Commons gewählt wurde.

## Herkunft
Humphrey Specote entstammte der Familie Specote (auch Speccott), die seit dem 13. Jahrhundert nachweisbar ist und sich nach Specote Manor in Merton im nördlichen Devon benannte. Er war der älteste Sohn von Edmund Specote und dessen Frau Jane Grenville, einer Tochter von Roger Grenville aus Stowe in Kilkhampton in Cornwall. Nach dem Tod seines Vaters am 24. April 1557 erbte er dessen Gut Thornbury in Devon. 

## Leben
Während der Regierung von Maria der Katholischen wurde Specote bei der Unterhauswahl 1558 als Abgeordneter für das Borough Plymouth gewählt. Seine Wahl verdankte er nicht nur seinem ererbten Bürgerrecht, sondern vor allem wohl der Unterstützung seines Verwandten James Bassett, seines Onkels John Grenville und Freunden seines Vaters wie Thomas Browne. Über seine Tätigkeit im House of Commons ist nicht bekannt, doch vielleicht lernte er in London Elizabeth Arcott, die Witwe seines reichen Nachbarn John Arcott († 1558) aus Tetkott kennen. Arcott war kurz vor der Eröffnung des Parlaments in der Nähe von London gestorben. Möglicherweise vereinbarte er damals bereits seine Heirat mit Elizabeth Arcott, die dann vor 1561 erfolgte. Durch diese Heirat konnte Specote seinen Landbesitz vergrößern, so dass er um 1590 jährliche Einkünfte von etwa £ 20 hatte. Von seinem weiteren Leben ist wenig bekannt. Während der Regierung von Elisabeth I. kandidierte Specote bei keiner weiteren Wahl, sondern übernahm nur lokale Ämter wie das eines Friedensrichters. Er wird letztmals 1589 erwähnt, doch vielleicht starb er erst um 1604, als sein Sohn John das Erbe antrat. Sein mutmaßliches, inschriftenloses Grabdenkmal befindet sich in der Kirche von Thornbury.

## Nachkommen
Mit seiner Frau Elizabeth, die eine Tochter von John Walter aus Broxbourne in Hertfordshire war, hatte Specote mindestens drei Söhne und eine Tochter, darunter:
- John Speccott (1561–1644)
- Anne Specote ⚭ John Fortescue

Sein Erbe wurde sein Sohn John Speccott.